# Kruisherenklooster (Uden)
Het Kruisherenklooster is een rooms-katholieke klooster in de Nederlandse plaats Uden.
De eerste kruisheren vestigden zich in de 17e eeuw rond Uden. Zij waren na het Beleg van 's-Hertogenbosch uit die stad verdreven en vestigden zich daarop in het vrije Land van Ravenstein, waar Uden onder viel. Zij stichtten onder andere een Latijnse school, een klooster en kapel. Ze waren eveneens de stichters van het klooster Maria Refugie, dat later aan de birgittinessen van Coudewater werd verkocht. In 1712 bouwden ze een achthoekige kapel in Uden, waar volgens een legende een Lindeboom stond met daarin een Mariabeeld. Begin 20e eeuw werd een nieuw complex gebouwd, dat bestond uit het klooster en de Kruisherenkapel. Dit complex werd gebouwd in de jaren 1904-1905 naar ontwerp van Caspar Franssen.
Het klooster bestaat uit twee bouwlagen, voorzien van speklagen met daarboven een zadeldak en enkele dakkapellen en is gebouwd in een L-vorm. Voor de bouw zijn gelijke bouwmaterialen gebruikt als bij de kapel. Samen met de kapel omgeven zij de kloostertuin. In het klooster waren kamers aanwezig voor de broeders, werkplaatsen, een wasserij, een bibliotheek en een refectorium. Tevens is er een sacristie met een nachtkoor en daarboven acht glas-in-loodramen. De gevels van het klooster zijn voorzien van stolpvensters met segmentbogen. 
Uitbreiding vond plaats in 1939 en 1985. Het klooster is in 2001 aangewezen als rijksmonument en is omgebouwd tot een appartementencomplex.